# ساده‌لوح (فیلم ۱۹۷۵)
ساده‌لوح (ایتالیایی: L'ingenua) یک فیلم جاده‌ای کمدی سکسی سبک ایتالیایی به کارگردانی جانفرانکو بالدانلو است که در سال ۱۹۷۵ منتشر شد.

## گزیدهٔ بازیگران
- ایلونا استالر
- دانیله وارگاس
- اتسیو مارانو
- جرج آردیسون
- ارکیده‌آ د سانتیس